# Технологія чистого горіння
Технологія чистого горіння (англ. clean burn) — це процес екологічно чистого згорання палива, який підвищує загальну ефективність та теплову економічність опалювального приладу.

## Визначення і загальний опис
Технологію чистого горіння винайшов у Франції у кінці XIX століття Жан-Батіст Андре Годен — засновник відомої камінної династії. Технологія спочатку використовувалася лише у виробництві камінів, а згодом почала застосовуватися в котлобудуванні. Суть методу полягає в підводі додаткової порції кисню в топкову камеру опалювального приладу. Це призводить до спалювання частинок незгорілого палива, що збільшує ККД і скорочує викид токсичних газів у навколишнє середовище.
Питання екологічної безпеки стало вирішальним у впровадженні методу чистого горіння. Оскільки печі й автомобільний транспорт є основними джерелами забруднення повітря, збільшення їх кількості необхідно компенсувати технологіями, що зменшують їх негативний вплив на екологію.

## Характеристики
Технологія чистого горіння вимагає наявності в опалювальних пристроїв наступних характеристик:
- збільшеної одиничної потужності агрегатів і підвищених параметрів пари;
- модульно-уніфікованих елементів приладу і допоміжного устаткування;
- раціональних конструкцій топкових пристроїв і процесів спалювання палива, систем пилопідготування та тягодуйних установок;
- досконалих систем золовловлювання й установок для очищення продуктів згорання палива;
- використання прихованої теплоти пароутворення при зниженні температури відхідних газів.